# Gun Fight
Gun Fight, conegut com a Western Gun al Japó i Europa, és una màquina recreativa de tir del 1975 dissenyat per Tomohiro Nishikado, i fabricat per Taito al Japó i Europa i per Midway a l'Amèrica del Nord. Va ser el primer videojoc que va representar el combat humà contra humà, mentre que la versió de Midway també va ser el primer videojoc en usar un microprocessador. Després del llançament de novembre de 1975 a Amèrica del Nord, es van vendre més de 8.000 màquines als Estats Units. Va ser portat a la videoconsola Bally Astrocade com un joc incrustat el 1977 així com diverses plataformes d'ordinadors domèstics.
El tema del joc consisteix en dos cowboys del Far West armats amb revòlvers i escalfant-se en un duel. Qui dispara l'altre vaquer guanya el duel. A diferència d'un duel de la vida real, tanmateix, tant els vaquers obtenen nombroses oportunitats de duel per aconseguir punts (un punt per acabar amb èxit). El joc va ser inclòs en el "Hall of Fame" de GameSpy el 2002.